# Adesmia pseudincana
Adesmia pseudincana es una especie de planta floral del género Adesmia, categorizada en la tribu Dalbergieae, de la familia Fabaceae.

## Distribución
Especie nativa de Argentina. Crece en el bioma subtropical.

## Taxonomía
Fue descrita por Burkart y publicada en Darwiniana 14: 209 (1966).